# Robert B. Payne
Robert Berkeley Payne (* 24. Juli 1938 in Niles, Michigan) ist ein US-amerikanischer Ornithologe.

## Leben
Nach zwei Jahren an der United States Naval Academy in Annapolis, Maryland, wechselte Payne an die University of Michigan, wo er 1960 den Bachelor of Science erwarb. 1965 wurde er mit der Dissertation The Breeding Seasons and Reproductive Physiology of Tricolored Blackbirds and Red-winged Blackbirds unter der Leitung von Alden Holmes Miller zum Ph.D. an der University of California, Berkeley promoviert. Diese Arbeit wurde 1969 als Buch veröffentlicht. Von 1965 bis 1967 war er Postdoc und wissenschaftlicher Mitarbeiter am Percy FitzPatrick Institute of African Ornithology der Universität Kapstadt. Von 1967 bis 1970 war er Assistenzprofessor an der University of Oklahoma. 1970 kam Payne als Assistenzprofessor und Assistenzkurator an die Fakultät der University of Michigan, wo er 1973 zum außerordentlichen Professor und stellvertretenden Kurator und 1982 zum ordentlichen Professor an der Abteilung für Ökologie und Evolutionsbiologe und Kurator am Museum of Zoology (UMMZ) befördert wurde. 2007 ging Payne als emeritierter Professor und Kurator in den Ruhestand.
Die Forschung von Payne konzentriert sich auf das Sozialverhalten und die Systematik der Vögel, insbesondere auf die Brutschmarotzerarten (die, die ihre Eier in den Nestern anderer Vogelarten legen) und ihrer Wirte. Er führte viele Jahre lang Feldstudien über Brutparasiten und deren Wirte in Afrika, Australien und Nordamerika durch, darunter über 20 Jahre Populationsstudien in Michigan über den Indigofink und einen Brutschmarotzer, den Braunkopf-Kuhstärling. Payne untersuchte Aspekte der Verhaltensmimik, der Verhaltensprägung, der sexuellen Selektion und des Gesangslernens in zahlreichen Vogelwirts- und Parasitsystemen. Er ergänzte die Feldarbeit durch detaillierte, langfristige, bereichsübergreifende Experimente, die in seinen Volieren an der University of Michigan durchgeführt wurden, um das Verhalten und die Gesangsentwicklung bei einer Vielzahl von parasitären Vögeln zu verstehen. Payne verwendete auch molekulargenetische Datensätze, um die Phylogenien der Wirts- und Parasitenvögel zu bestimmen und zu vergleichen sowie ihre Mechanismen und Artbildungsraten zu bewerten. 1982 erstbeschrieb Payne die Jambanduwitwe (Vidua raricola), die Barkawitwe (Vidua larvaticola) sowie die Jos-Plateau-Witwe (Vidua maryae), 1998 den Felsenamarant (Lagonosticta sanguinodorsalis) und 1973 die Unterart Vidua chalybeata okavangoensis der Rofußwitwe.
Payne unterrichtete Lehrgänge in Tierverhalten, Biologie und Ornithologie. Als Kurator für Vögel am Zoologischen Museum war er für den Aufbau und die Erweiterung der Sammlungen verantwortlich. Er war Dissertationsberater von 16 Doktoranden und er war in vielen Komitees und Fakultäten tätig.
Zu Paynes bekanntesten Büchern zählt The Cuckoos, ein Standardwerk über die Kuckucke, das 2005 in der Reihe „Bird Families of the World“ im Verlag Oxford University Press erschien. 1979 schrieb er den Abschnitt über die Familie der Reiher (Ardeidae) in der Check-list of Birds of the World von Ernst Mayr und George William Cottrell. 1991 verfasste er mit Anthony H. Bledsoe das Kapitel über die Finken im Werk Encyclopedia of Birds (deutsch: Enzyklopädie der Vögel, 1999) von Joseph Michael Forshaw und David Kirshner. 1997 verfasste er das Kapitel über die Familie der Kuckucke im vierten Band des Handbook of the Birds of the World. 2003 schrieb er das Kapitel über die Witwenvögel (Viduidae) im siebenten Band der Enzyklopädie The Birds of Africa.
Payne ist gewählter Fellow der American Association for the Advancement of Science, der American Ornithological Society und der American Society of Naturalists.

## Auszeichnungen
Payne wurde 1988 mit der William-Brewster-Medaille der American Ornithologists’ Union und 1998 mit dem Literature, Science and Arts Award der University of Michigan geehrt. Er ist zweimaliger Gewinner des Painton Award der Cooper Ornithological Society (1975 und 1995) und erhielt 2007 den Loye and Alden Miller Research Award der Cooper Ornithological Society. 2010 wurde er mit der Margaret Morse Nice Medal der Wilson Ornithological Society ausgezeichnet.

## Schriften (Auswahl)
- The birds of mopane woodland and other habitats of Hans Merensky Nature Reserve, Transvaal, South Africa, 1968
- Breeding seasons and reproductive physiology of tricolored blackbirds and redwinged blackbirds, 1969
- Behavior, mimetic songs and song dialects, and relationships of the parasitic indigobirds (vidua) of Africa, 1973
- Systematics and evolutionary relationships among the herons (Ardeidae), 1976
- Song Mimicry and Species Relationships among the West African Pale-Winged Indigobirds, 1976
- Population structure and social behavior: Models for testing the ecological significance of song dialects in birds, 1976
- Behavior and Songs of Hybrid Parasitic Finches, 1980
- Species limits in the indigobirds (Ploceidae, Vidua) of West Africa Mouth mimicry, song mimicry, and description of new species, 1982
- A distributional checklist of the birds of Michigan, 1983
- Sexual selection, lek and arena behavior, and sexual size dimorphism in birds, 1984
- Populations and type specimens of a nomadic bird: Comments on the North American Crossbills Loxia pusilla Gloger 1834 and Crucirostra minor Brehm 1845, 1987
- Natal Dispersal and Population Structure in a Migratory Songbird: The Indigo Bunting, 1991
- Indigo Bunting: Passerina cejanea, 1992
- Field observations, experimental design, and the time and place of learning bird songs, 1997
- Begging for Parental Care from Another Species: Specialization and Generalization in Brood-Parasitic Finches, 2002
- Nestling mouth markings and colors of old world finches Estrildidae : mimicry and coevolution of nesting finches and their Vidua brood parasites, 2005
- Bird Families of the World: The Cuckoos, 2005